# Nandraž
Nandraž (em húngaro: Nandrás) é um município da Eslováquia, situado no distrito de Revúca, na região de Banská Bystrica. Tem 10,61 km² de área e sua população em 2018 foi estimada em 284 habitantes.

## Demografia
| Ano:        | 1994 | 2004    | 2014   | 2024    |
| ----------- | ---- | ------- | ------ | ------- |
| Broj ljudi: | 214  | 268     | 294    | 249     |
| Razlika:    |      | +25,23% | +9,70% | -15,30% |

| Ano:               | 2023 | 2024   |
| ------------------ | ---- | ------ |
| Número de pessoas: | 253  | 249    |
| Diferença:         |      | -1,58% |